# 盈翠半島

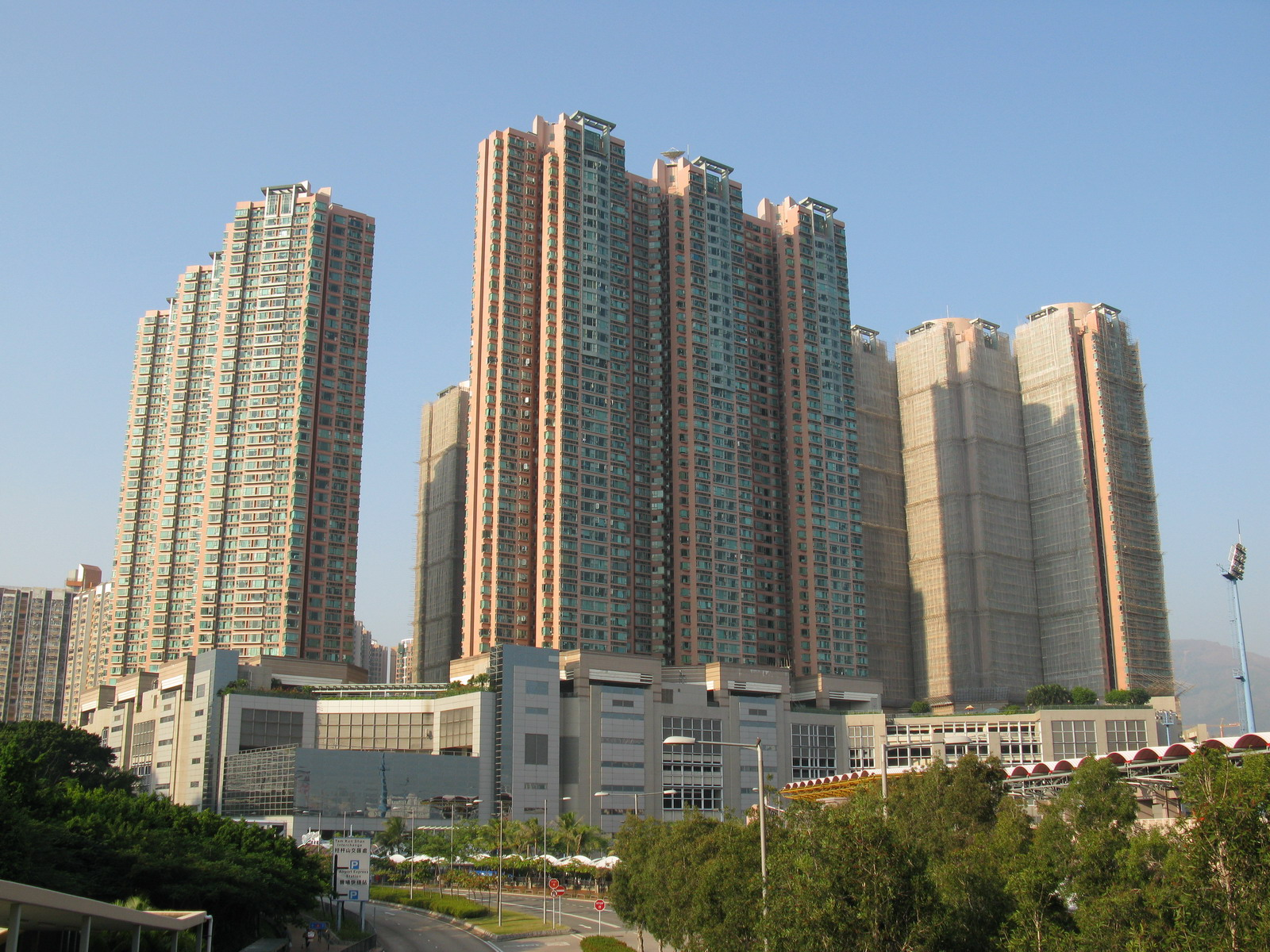
從青衣公園望盈翠半島

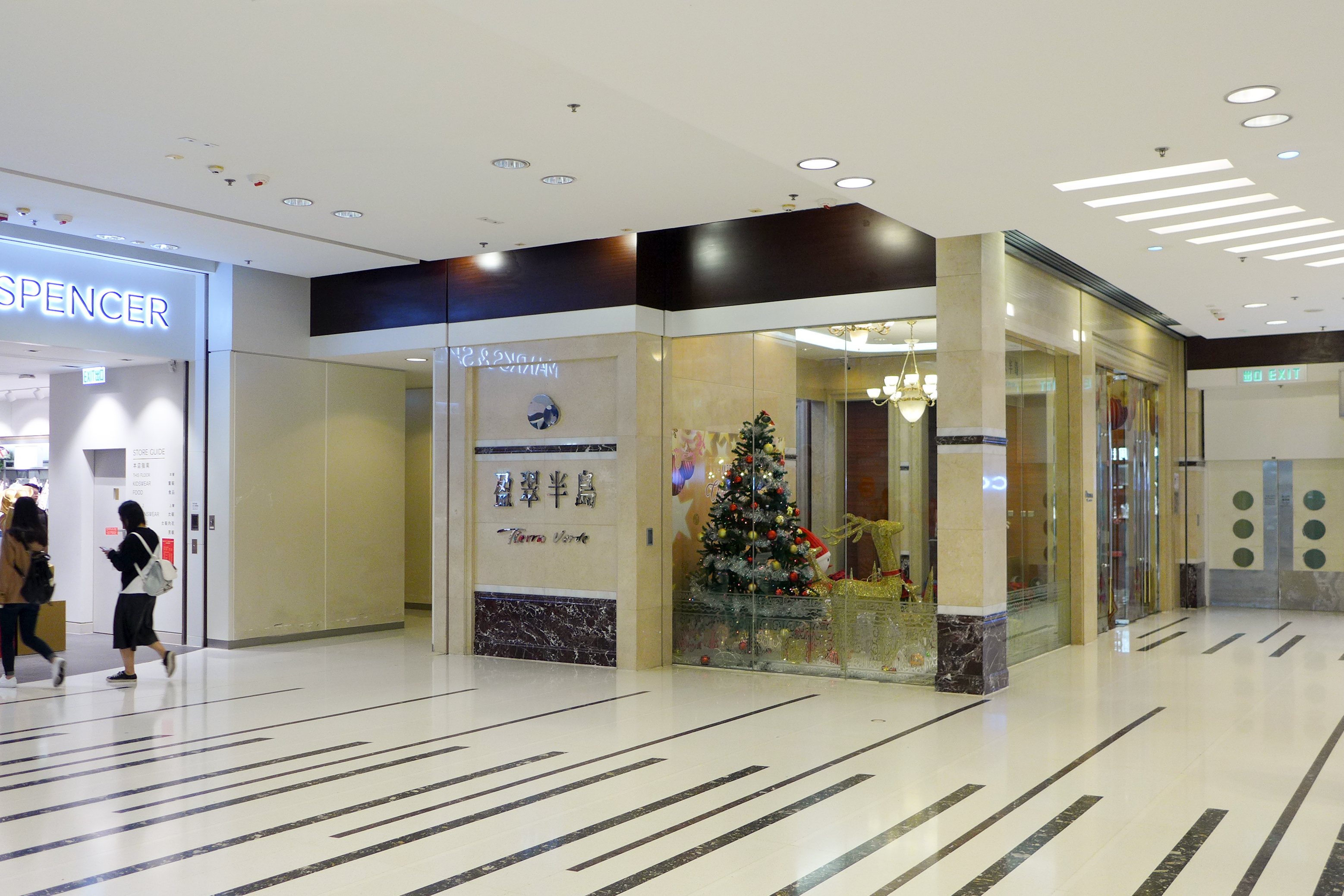
盈翠半島地下大堂

盈翠半島（英語：Tierra Verde）是香港新界青衣島的一個大型高尚住宅地產發展項目，屬於區內的名氣屋苑，分為2期，供應共3,558個單位，第一期及第二期分別於1999年及2000年落成入伙。盈翠半島位於藍巴勒海峽的西邊，青衣島上的東北部臨海，南望見青衣公園及青衣運動場等康樂設施。盈翠半島之北面鄰近巴士總站，及小巴站。該屋苑的基座為青衣城、港鐵青衣站暨超級車務控制中心，連接機場快綫往來香港國際機場或亞洲國際博覽館和東涌綫往來東涌站或香港站，交通方便。在假日，有不少遊人在青衣海濱公園散步。

## 歷史
在1989年10月，香港總督衛奕信爵士年代，玫瑰園計劃將啟德機場遷往離島大嶼山北部赤鱲角，即現在香港國際機場，並提出了機場核心計劃，地鐵公司（今港鐵公司）負責興建機場鐵路，即東涌綫及機場快綫。地鐵公司（今港鐵公司）聯同長江實業、和記黃埔（兩者合併為長江和記實業）、中信泰富（中信股份前身）等地產發展商，在九龍、奥運、青衣和東涌站發展上蓋物業，興建商場、公園及住宅等，青衣城及盈翠半島為其中之一。該屋苑的第一期於1998年5月底香港房地產市場低迷期間開售，並邀請香港著名藝人鄭子誠旁白。當時的售樓處設置在中環和記大廈，1,300多個住宅單位在5月30日開售當日全部沽清，成為一時佳話。而李澤鉅表示超過99%買家以用家為主，不擔心政府會取消樓花轉讓限制措施，並引起炒賣。

## 設施
盈翠半島共有12幢住宅。住客會所設備有室內運動場、室外游泳池、室內活動室、兒童歷奇樂園、健身區、桌球室、宴會廳、壁球室、多用途娛樂室、保齡球場等。

## 鄰近
- 灝景灣

## 外部參考
- 盈翠半島物業資料 （页面存档备份，存于）
- 盈翠半島地圖 （页面存档备份，存于）

1. ↑  . 有線新聞. 1999-05-30  [2022-02-20]. （原始内容存档于2022-02-20）.